# 北重楼
北重楼（学名：Paris verticillata）是黑药花科重楼属的植物。分布在朝鲜、日本、俄罗斯以及中国大陆的黑龙江、河北、甘肃、浙江、陕西、辽宁、四川、吉林、山西、安徽、内蒙古等地，生长于海拔1,100米至2,300米的地区，多生长在山坡林下、草丛中、阴湿地或沟边，目前尚未由人工引种栽培。

## 异名
- Paris verticillata M. Bieb. var. obovata (Ledeb.) Hara